# 帕姆維爾鎮區 (明尼蘇達州羅索縣)
帕姆維爾鎮區（英語：Palmville Township）是位於美國明尼蘇達州羅索縣的一個行政鎮區。

## 地方資料
帕姆維爾鎮區的面積為92.66平方千米，當中陸地面積為92.62平方千米，而水域面積為0.04平方千米。根據2020年美國人口普查的數據，當地共有人口42人，而人口密度為每平方千米0.45人。